# 柳圭一郎
柳 圭一郎（やなぎ けいいちろう、1960年8月16日 - ）は、日本の実業家。NTTデータ代表取締役副社長、NTTデータ経営研究所代表取締役社長を経て、NTT監査役。

## 人物・経歴
福岡県生まれ。1984年東京大学法学部卒業、日本電信電話公社入社。長く金融部門を歩んだ。2009年NTTデータジェトロニクス（のちのNTTデータルウィーブ）代表取締役社長。
2012年NTTデータ総務部長。2013年NTTデータ執行役員第二金融事業本部長。2016年NTTデータ取締役常務執行役員総務部長兼人事部長。2017年NTTデータ取締役常務執行役員人事本部長兼総務部長。
2018年NTTデータ代表取締役副社長執行役員人事本部長。2020年NTTデータ顧問。同年からNTTデータ経営研究所代表取締役社長を務め、コロナ禍への対応にあたった。2022年NTT常勤監査役。